# Miyakojima (métro d'Osaka)
Miyakojima (都島駅, Miyakojima-eki) est une station du métro d'Osaka sur la ligne Tanimachi, située dans l'arrondissement de Miyakojima à Osaka.

## Situation sur le réseau
La station Miyakojima est située au point kilométrique (PK) 7,2 de la ligne Tanimachi.

## Histoire
La station a été inaugurée le 29 mai 1974.

## Services aux voyageurs

### Accès et accueil
La station est ouverte tous les jours.

### Desserte

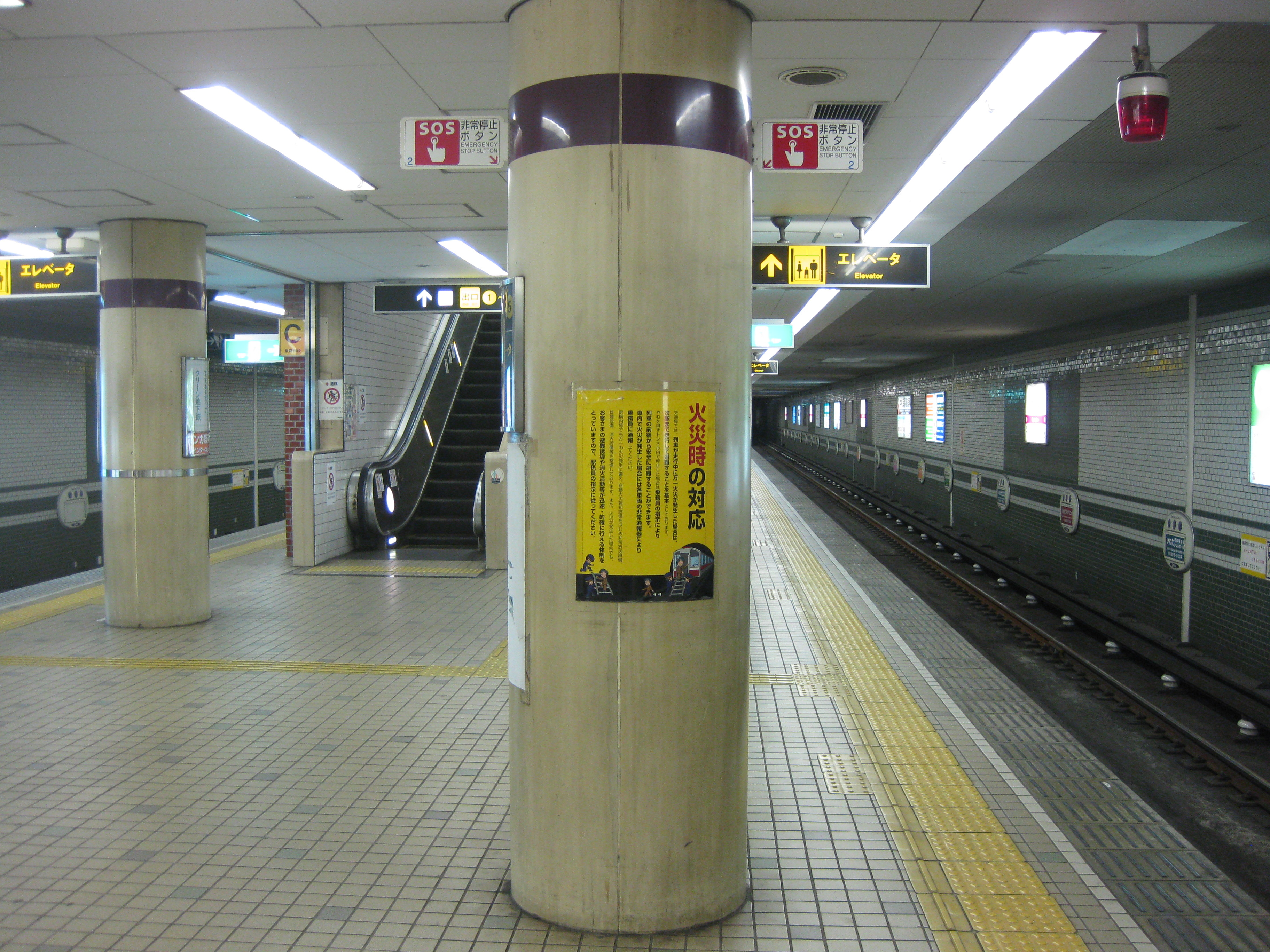
Vue du quai de la station

- Ligne Tanimachi :
  - voie 1 : direction Yaominami
  - voie 2 : direction Dainichi

### Intermodalité
La gare de Sakuranomiya (ligne circulaire d'Osaka) est située à proximité.